# Billionaire

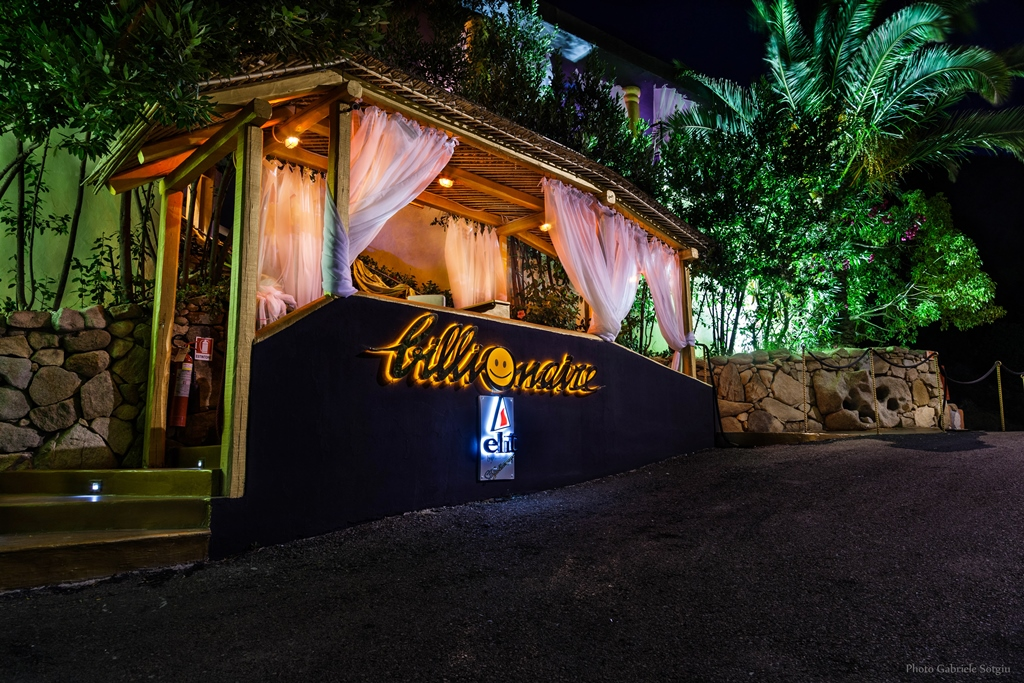
La discoteca Billionaire a Porto Cervo in Sardegna

Billionaire è un marchio di proprietà degli imprenditori Philipp Plein e Flavio Briatore.
Fondato nel 1998 da Briatore e dall'ex portiere della Juve Giancarlo Alessandrelli, il marchio ha inizialmente designato una nota discoteca di Porto Cervo in Sardegna, frequentata da molti VIP del mondo dell'industria, dello spettacolo e della finanza italiana. 

Il 13 giugno 2012 Briatore ha annunciato la chiusura del locale salvo poi riaprire l'anno seguente quando il marchio Billionaire è stato venduto alla società Bay Capital che fa capo alla Far East Leisure con sede in Singapore. Successivamente Briatore ha aperto altri locali con il medesimo nome anche a Cortina d'Ampezzo (2005, invernale), Monte Carlo (2008-2015, all'interno del Fairmont Hotel in occasione del Grand Prix di maggio), Istanbul (2011), Marbella (2012), Bodrum (2012), Baku (2016) e Dubai (2016).

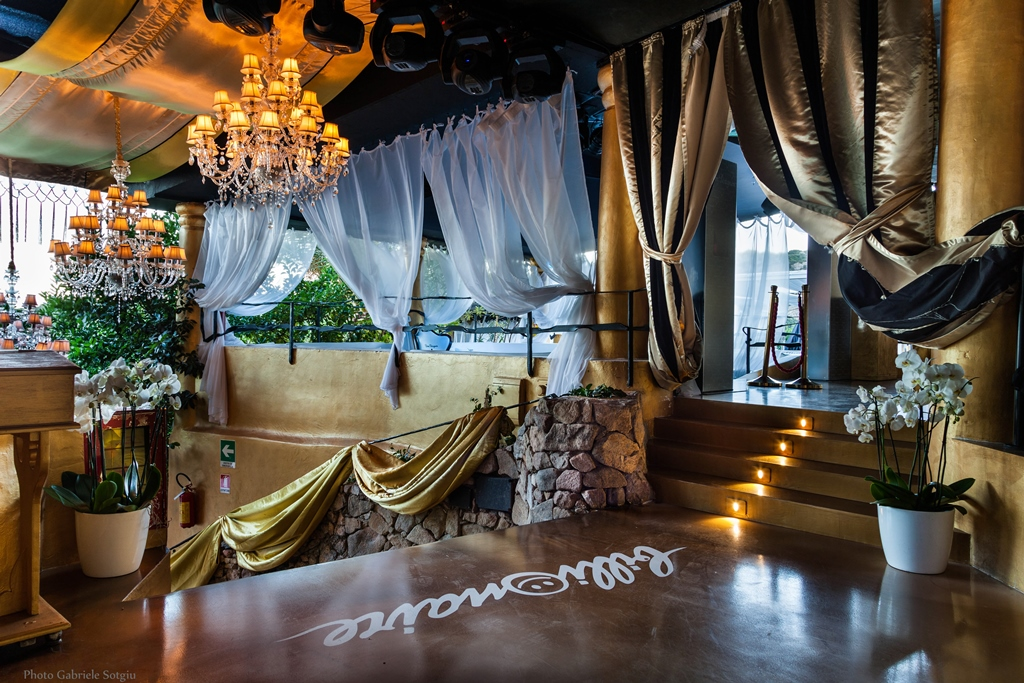
Interno della discoteca Billionaire

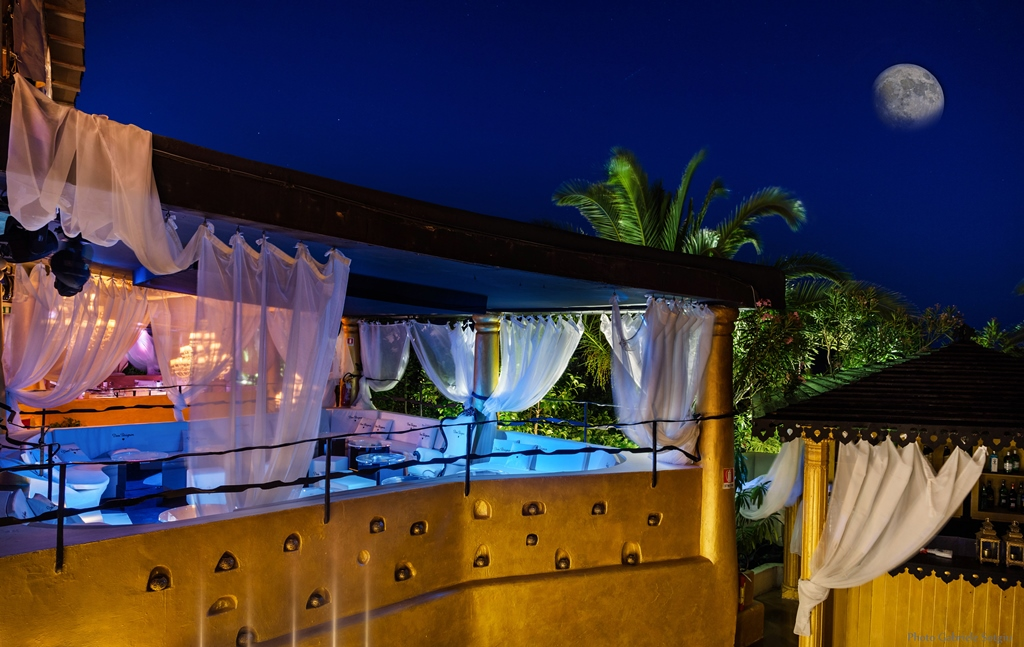
Interno della discoteca Billionaire

Il locale in Sardegna viene poi rilanciato nell'estate 2016 con la collaborazione di Jordan Rocca e Luca Maggiora, due imprenditori italiani residenti a Londra, in coppia con Assunta Madre, noto marchio di ristoranti a Roma, Milano, Londra e Barcellona.
Fra le altre attività legate al marchio, sono state create una linea di vestiti e accessori per l'alta moda da uomo chiamata Billionaire Italian Couture, e Billionaire life, una società che gestisce i due club e altri eventi legati all'intrattenimento, come Billionaire in Tour, uno spettacolo organizzato nelle varie discoteche d'Italia. Esistono inoltre Billionaire Magazine, un giornale sul "mondo Billionaire", cioè il mondo del lusso e delle belle donne, e un programma televisivo con analoghi argomenti chiamato Billionaire TV trasmesso da Match Music sulla piattaforma Sky con la musica del dj storico della Costa Smeralda, Max Correnti; viene anche organizzato un concorso di bellezza per diventare Ragazza Billionaire. È stato anche aperto un resort a Malindi in Kenya, il Billionaire Resort.

## La discoteca
La discoteca di Porto Cervo, una frazione nel comune di Arzachena, in provincia della Gallura Nord-Est Sardegna, è collocata tra due promontori e si affaccia sul golfo Pevero. Il locale si trova all'interno di una villa di tre piani, al suo interno si trovano stili mediterranei, ma anche orientali e egizi. La discoteca è utilizzata anche per eventi legati alla promozione di marchi e aziende.
Tra i soci del Billionaire si ricordano Daniela Santanchè e Lele Mora.